# جیمز رابرت براون
جیمز رابرت براون (زاده ۱۹۴۹ در مونترال، کبک) فیلسوف علم کانادایی است.
وی استاد فلسفه در دانشگاه تورنتو است. در فلسفه ریاضیات از مکتب افلاطونی دفاع می‌کند و در فلسفه علم از رئالیسم علمی بیشتر در برابر دیدگاه‌های ضد واقع گرایانه مرتبط با سازه گرایی اجتماعی دفاع کرده‌است. او تا حد زیادی به دلیل نوشتن کتاب‌های نوآورانه در مورد آزمایش‌های فکری در علم به‌طور خاص و همچنین به‌طور کلی شناخته شده‌است.
در سال ۲۰۰۷، او عضو انجمن سلطنتی کانادا شد.

## کتابها
- 1989 The Rational and the Social (Routledge ۱۹۸۹)
- 1991 The Laboratory of the Mind: Thought Experiments in the Natural Sciences (Routledge 1991, second edition ۲۰۱۰)
- 1994 Smoke and Mirrors: How Science Reflects Reality (Routledge ۱۹۹۴)
- 1999 Philosophy of Mathematics: An Introduction to the World of Proofs and Pictures (Routledge 1999, second edition ۲۰۰۸)
- 2001 Who Rules in Science? An Opinionated Guide to the Wars (Harvard ۲۰۰۱)
- 2012 Platonism, Naturalism, and Mathematical Knowledge (Routledge ۲۰۱۲)
- 2012 Thought Experiments in Philosophy, Science, and the Arts (ed. with M. Frappier and L. Meynell) (Routledge ۲۰۱۲)